# Tour du Rutor
Le Tour du Rutor Extrême est une compétition internationale de ski de randonnée, qui se déroule chaque année au mois de mars ou d'avril depuis 1994 en Italie, à Arvier, dans la haute Vallée d'Aoste.
Il est appelé d'après le sommet dominant la course, la Tête du Ruitor.
Le Tour du Rutor Extrême fait partie de la Grande Course avec la Pierra Menta, le Trophée Mezzalama, l'Adamello Ski Raid, l'Altitoy et la Patrouille des glaciers.

#### Épreuves de laGrande Course
- Adamello Ski Raid
- Altitoy
- Patrouille des glaciers
- Pierra Menta
- Trophée Mezzalama